# ليكس هيليارد
ليكس هيليارد (بالإنجليزية: Lex Hilliard)‏ هو لاعب كرة قدم أمريكية أمريكي، ولد في 30 يوليو 1984 في كاليسبيل في الولايات المتحدة.

## وصلات خارجية
- ليكس هيليارد على موقع مرجع كرة القدم المحترفة.كوم (الإنجليزية)